# Labio-palatalisatie
Labio-palatalisatie is het verschijnsel dat een spraakklank tegelijkertijd wordt gelabialiseerd en gepalataliseerd. Omdat labio-palatale klanken alleen gearticuleerd kunnen worden in combinatie met de zeer hoog gemarkeerde klinkers /œ/, /ø/ en /y/, komen ze zeer weinig voor. Voor zover bekend is de enige klank die zo wordt gearticuleerd de labio-palatale approximant. In het Internationaal Fonetisch Alfabet wordt deze klank meestal in superscript weergegeven als <ɥ>, want het betreft hier vrijwel altijd een secundaire articulatie.
De meest fonologen achten een volledige coarticulatie van een labiale en een palatale medeklinker onmogelijk. Niettemin kent het Internationaal Fonetisch Alfabet symbolen voor deze hypothetische labio-palatale plosieven. De symbolen zijn gebaseerd op die voor de labiovelare plosieven:
| IPA  | Description                                     |
| ---- | ----------------------------------------------- |
| [p͡c] | stemloze labio-palatale plosief                 |
| [b͡ɟ] | stemhebbende labio-palatale plosief             |
| [m͡ɲ] | labio-palatale nasaal                           |
| [cʷ] | gelabialiseerde stemloze palatale plosief       |
| [ɟʷ] | gelabialiseerde stemhebbende palatale plosief   |
| [çʷ] | gelabiaiseerde stemloze palatale fricatief      |
| [ʝʷ] | gelabialiseerde stemhebbende palatale fricatief |